# 八五郎坊主
『八五郎坊主』（はちごろうぼうず）は上方落語の演目。にわかに僧侶になった男が、文字の読み方を知らないために起こる騒動を描く。宇井無愁は原話として以下の3つを挙げる。
1. 『醒睡笑』第2巻「名附親方」の第8話
2. 『醒睡笑』第3巻「文字知り顔」の第1話（「春長」という小姓を「かすなぎ」と呼ぶ人物を描く）
3. 『軽口居合刀』（元禄17年・1704年）第三ノ九「文盲なる者法躰する事」

宇井は、現行話は3に2を加味したものとする。
東大落語会 編『落語辞典 増補』は、本演目を『平林』や『波平行安』と同趣向の話とする。

## あらすじ
※以下、東大落語会編『落語辞典 増補』および宇井無愁『落語の根多 笑辞典』掲載の内容に準拠する。
八五郎がにわか坊主となって剃髪してすぐに「法春」という法号をつけてもらう。しかし読み方を忘れてしまい、人に聞くことにした。すると最初の人は「ほうかす」（「
春日」の「かす」から）と読み、次に別の人に聞くと「かす」と読むなら「法」は「のり」と読まないとおかしいと言われてしまう。すると八五郎は「のりかす? それなら摺るなりつけるなりや」と話す。

## 落ちについて
宇井無愁は「のりかす」は染織や印刷に使用する糊のこととする。『名人名演落語全集』では「糊滓」という文字を当て、和尚が頭を「剃（す）る」と「摺る」の地口としている。
保田武宏は『名人名演落語全集』の「演目解題」で、「サゲの意味も上方の言葉を理解していないとわかりにくい。東京では非常に損な噺である」と評している。

## バリエーション
2代目三遊亭百生や2代目桂枝雀の実際の口演では、八五郎が「法春」という法号を授かる前に、甚兵衛という知人に出家の相談をして紹介状を書いてもらい、寺院（「下寺町の俗念寺（ずくねんじ）」という設定）に行って得度するという内容が描かれる。2代目枝雀の落ち（サゲ）は、（「ほうかす」「のりかす」の後に）再び「ほうしゅん」という読みを教えられた八五郎が「ハシカも軽けりゃホウシュンも軽い」（「ハシカも軽けりゃ疱瘡も軽い」という言葉との地口）と口にして最後に「わいの名前は『ハシカ』ちゅうねん」と言う形である。また、東京で上方噺として演じた2代目三遊亭百生は、「ほうかす」の読みの後で八五郎が「ほかす（上方語で「捨てる」の意味）かァ」と言うところでサゲることもあった。
2代目枝雀は小佐田定雄との対談で、この演目は最初に橘ノ圓都から教わったが当時はあまり気が進まなかったところ、神戸松竹座の楽屋で桂文蝶から寺の境内の雰囲気を描写する演出ともに聞いてやる気になったと述べている。